# 아침뜰근린공원
아침뜰근린공원(아침뜰近鄰公園, Achimtteul Neighborhood Park)은 대한민국 세종특별자치시에 있는 공원 및 체육 시설이다. 공원 및 휴식 시설, 한솔동 백제고분 역사공원, 축구 경기장 1면 등으로 구성되어 있다.

## 같이 보기
- 한솔동 백제고분 역사공원

## 참고 문헌
- 《전국 공공체육 시설 현황 (2017년말 기준)》. 대한민국 문화체육관광부. 2020년 7월 16일에 원본 문서에서 보존된 문서. 2019년 4월 14일에 확인함.